# تشارلز ويلسون بيرس
تشارلز ويلسون بيرس (بالإنجليزية: Charles Wilson Pierce)‏ هو سياسي أمريكي، ولد في 7 أكتوبر 1823 في الولايات المتحدة، وتوفي بنفس المكان في 18 فبراير 1907. حزبياً، نشط في الحزب الجمهوري. انتخب عضو مجلس النواب الأمريكي.